# Firefox Focus
是Mozilla提供的自由及開放原始碼隱私瀏覽器，可用於Android和iOS智慧型手機和平板電腦。Firefox Focus最初是一款針對行動iOS設備的追蹤器攔截應用程式，於2015年12月發佈。不久之後，被開發成一個極簡的網頁瀏覽器。但是，它仍然可以在Apple設備上的Safari瀏覽器的後台單獨作為追蹤攔截器運作。
2017年6月，Android平台首次版本發佈，並於第一個月內已被下載逾100萬次。有27種語言版本。自2018年7月起，Firefox Focus作為應用程序鎖的一部分預先安裝在BlackBerry Key2上。
為了繞過來自Apple的內容攔截器限制，Firefox Focus在iOS設備上使用UIWebView-API。在Android上，在6.x或更早版本中使用Blink引擎，自7.0版本使用GeckoView。

## 外部連結
- App Store 商店中的Firefox Focus（页面存档备份，存于）
- Google Play商店中的Firefox Focus